# Solms-Braunfels

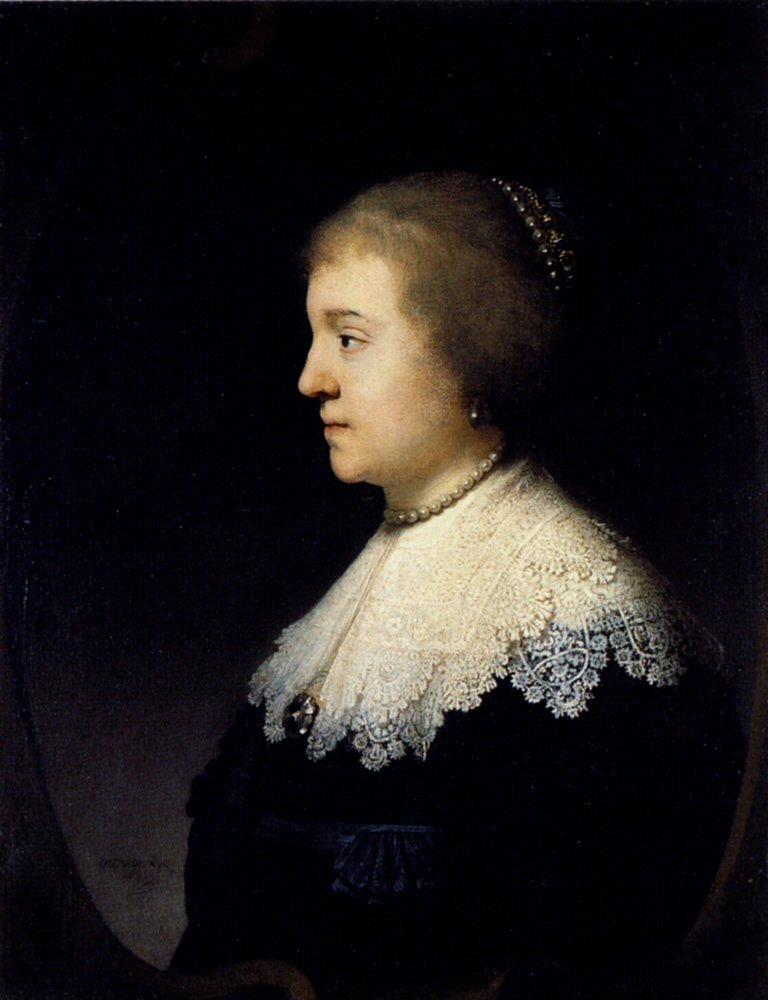
Amalia de Solms-Braunfels (1602-75), esposa del Príncipe Federico Enrique de Orange-Nassau (retrato de Rembrandt van Rijn, 1632).

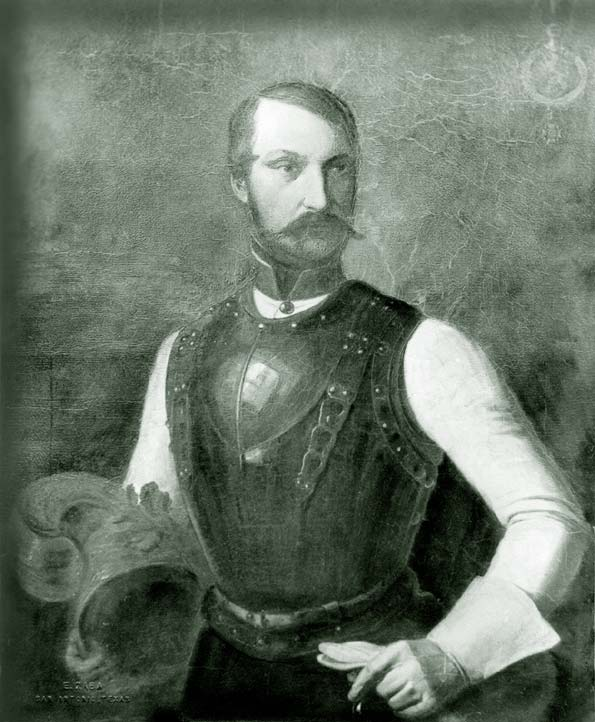
Carlos de Solms-Braunfels (1812-1875), fundador de New Braunfels, Texas, EE. UU.

Solms-Braunfels fue un condado en lo que hoy es el estado federado de Hesse en Alemania.
Solms-Braunfels era una partición de Solms, gobernado por la Casa de Solms, fue elevado a Principado en 1742. Solms-Braunfels fue dividido entre: él mismo y Solms-Ottenstein en 1325; él mismo y Solms-Lich en 1409; él mismo, Solms-Greifenstein y Solms-Hungen en 1592. Solms-Braunfels fue mediatizado a Austria, Hesse-Darmstadt, Prusia y Wurtemberg en 1806.

## Gobernantes de Solms-Braunfels

### Condes de Solms-Braunfels (1258-1742)
- Enrique III (1258-1312)
- Bernardo I (1312-1349)
- Otón I (1349-1409)
- Bernardo II (1409-1459)
- Otón II (1459-1504)
- Bernardo III (1504-1537)
- Felipe (1537-1581)
- Conrado (1581-1592)
- Juan Alberto I (1592-1623); su tercera hija fue Amalia, esposa del Príncipe Federico Enrique de Orange-Nassau)
- Conrado Luis (1623-1635)
- Juan Alberto II (1635-1648)
- Enrique Trajectinus (1648-93)
- Guillermo Mauricio de Solms-Braunfels (1651-1724)
- Federico Guillermo (1696-1761)

### Príncipes de Solms-Braunfels (1742-1806)
- Federico Guillermo, 1.º Príncipe de Solms-Braunfels (1696-1761)
  - Fernando Guillermo Ernesto, 2.º Príncipe de Solms-Braunfels (1721-1783)
    - Guillermo Cristián Carlos, 3.º Príncipe de Solms-Braunfels (1759-1837)

### Príncipes mediatizados de Solms-Braunfels
- Guillermo Cristián Carlos, 3.º Príncipe de Solms-Braunfels (1806-1837)
- Fernando Guillermo Federico, 4.º Príncipe de Solms-Braunfels (1837-1873)
- Ernesto Federico Guillermo Bernardo Jorge Luis María Alejandro, 5.º Príncipe de Solms-Braunfels (1873-1880)
- Jorge Federico Bernardo Guillermo Luis Ernesto, 6.º Príncipe de Solms-Braunfels (1880-1891)
- Jorge Federico Víctor Enrique José Guillermo María Juan Emanuel, 7.º Príncipe de Solms-Braunfels (1891-1970)

La Casa principesca de Solms-Braunfels quedó extinta con Jorge Federico en 1970. El castillo de Braunfels fue heredado por los Condes de Oppersdorf quienes cambiaron su nombre a Condes de Oppersdorf-Solms-Braunfels. 

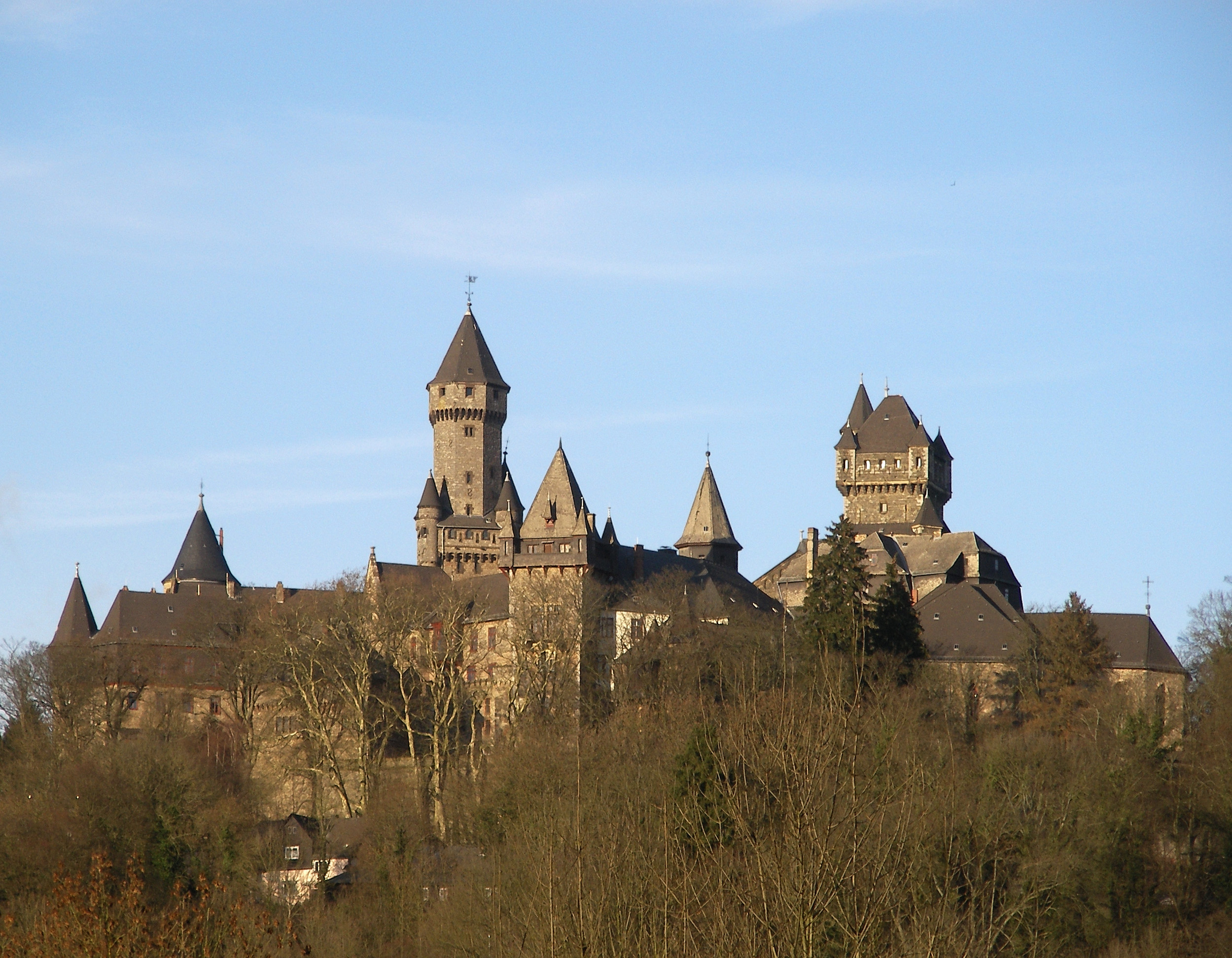
Castillo de Braunfels
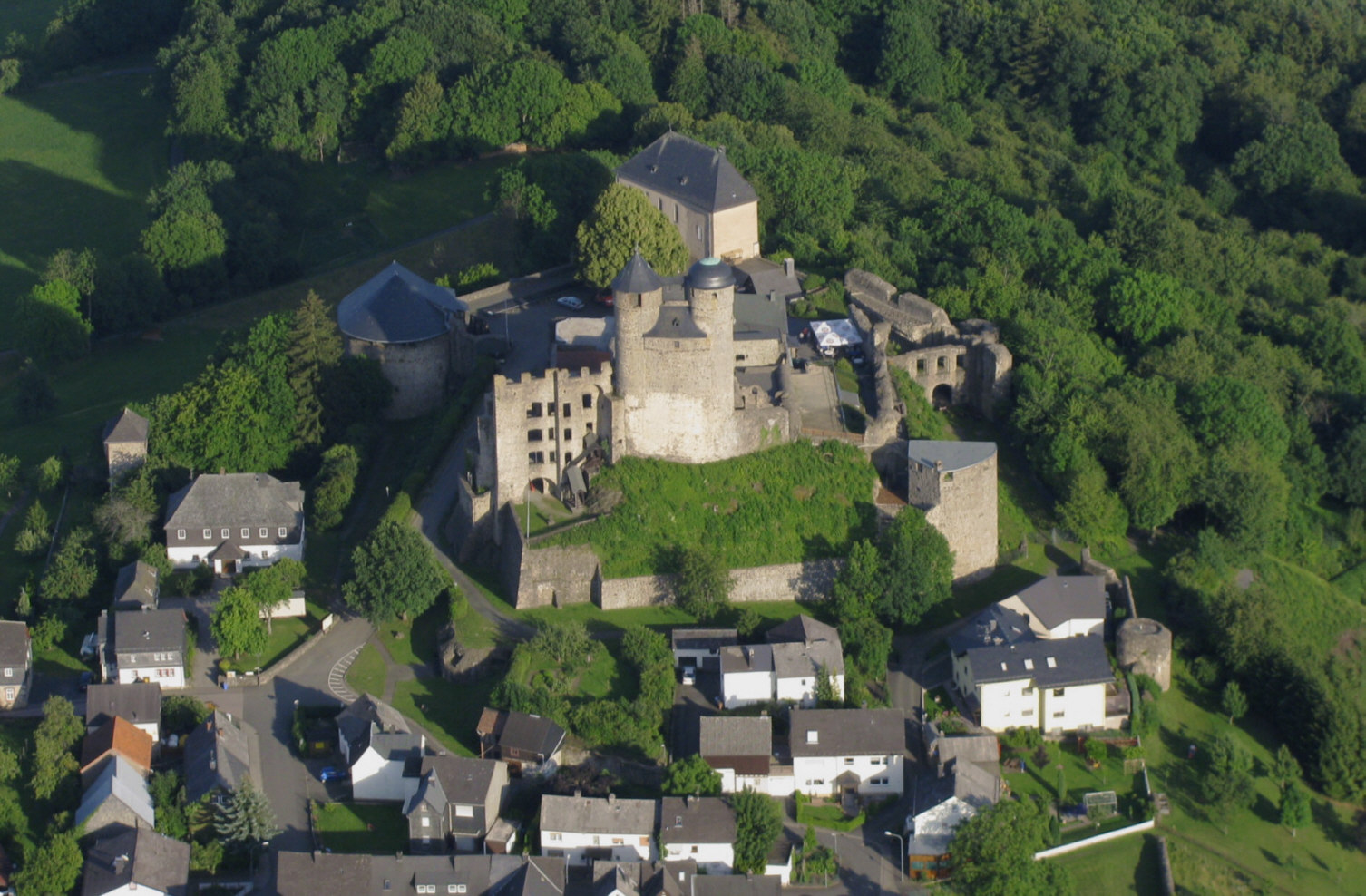
Castillo de Greifenstein
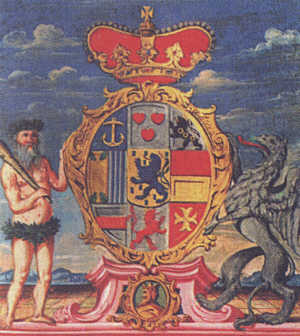
Escudo de armas de Solms-Braunfels

- Datos: Q463886